# IC 1654
IC 1654 est une galaxie spirale barrée située dans la constellation des Poissons. Sa vitesse par rapport au fond diffus cosmologique est de (4601 ± 21) km/s, ce qui correspond à une distance de Hubble de 67,9 ± 4,8 Mpc (∼221 millions d'al). IC 1654 a été découverte par l'astronome français Stéphane Javelle en 1899.
À ce jour, trois mesures non basées sur le décalage vers le rouge (redshift) donnent une distance de 69,367 ± 2,974 Mpc (∼226 millions d'al), ce qui est à l'intérieur des valeurs de la distance de Hubble.

## Groupe de NGC 452
IC 1654 fait partie du groupe de NGC 452 dont les membres sont indiqués dans des articles d'Abraham Mahtessian paru en 1998 et de A.M Garcia paru en 1993. Ce groupe compte plus d'une vingtaine de galaxies.